# Jutrzenka Kraków
Jutrzenka Kraków was een Poolse voetbalclub. De club werd in 1910 opgericht en richtte zich voornamelijk op de joodse gemeenschap in Polen. Jutrzenka speelde mee in het eerste seizoen van de Ekstraklasa. Ze eindigden hierin laatste, om nadien te verdwijnen in de regionale reeksen tot de opheffing van de club in 1939.
Voordat de term "Heilige Oorlog" werd gebruikt om wedstrijden tussen Wisła Kraków en Cracovia Kraków te definiëren, werd deze gebruikt in wedstrijden tussen Jutrzenka en het zionistische Maccabi Kraków. 

## Bekende oud-spelers
- Józef Klotz
- Zygmunt Krumholz
- Leon Sperling